# Bogdan Macovei (antrenor de handbal)
Bogdan Iulian Macovei (n. 3 martie 1953, Drăgoiești, România – d. 11 ianuarie 2021, Timișoara, România  a fost un antrenor emerit de handbal român, expert sportiv și autor de cărți despre handbal și lector la Federația Europeană de Handbal.
Macovei este cunoscut pentru perioada în care a fost de două ori antrenorul echipei feminine a României. El a reușit să ajungă cu România până pe locul 4 la Campionatul Mondial din 1999 și pe locul 7 la cel din 1990, respectiv la Jocurile Olimpice de vară din 2000. 
După pensionare, Bogdan Macovei a continuat să lucreze pentru Federația Română de Handbal.

## Biografie

### Antrenor
Bogdan Macovei a absolvit Institutul de Educație Fizică și Sport în 1976, cu specializarea handbal. A început să antreneze mai întâi echipe de categorii reduse se vârstă și a obținut medalia de bronz la Campionatul Național de Juniori în 1980, cu echipa de băieți a Clubului Sportiv Școlar București. Începând din 1980 a antrenat echipe de fete, cu câteva rezultate notabile în Campionatul Național de Junioare II. Din 1982 a preluat echipa de junioare a României, pe care a antrenat-o în paralel cu cea de tineret, începând din 1984. În toată această perioadă, Macovei a luat parte la numeroase turnee naționale și internaționale și a câștigat medalia de aur la Jocurile Balcanice pentru tineret din 1987.
A participat prima dată la Trofeul Carpați în 1984, când echipa de tineret aflată sub comanda sa a terminat pe ultimul loc.
Între 1986 și 1988, Macovei a condus și echipa de senioare B a României la câteva competiții internaționale. În 1988 a devenit antrenorul echipei naționale feminine a României, cu care a câștigat ediția a 26-a a Trofeului Carpați.
În 1989, din postura de consilier, Bogdan Macovei a făcut parte din colectivul de conducere al echipei Chimistul Râmnicu Vâlcea care a câștigat Cupa IHF. În același an a câștigat din nou Trofeul Carpați și, alături de Gheorghe Sbora, a obținut cu echipa de senioare a României locul 4 la Campionatele Mondiale – Grupa B, desfășurate în Danemarca, poziție care i-a asigurat acesteia calificarea la turneul final al Campionatului Mondial din 1990.
Între 1984 și 1989 a deținut și funcția de antrenor federal la Federația Română de Handbal, răspunzând de problemele handbalului feminin, iar după reorganizarea din ianuarie 1990, a fost inclus în Biroul Federal al FRH. Din această poziție a făcut parte din delegația FRH care a însoțit echipa României la Campionatul Mondial pentru Tineret din 1991, desfășurat în Franța. În același an, din postura de antrenor principal, a obținut o a doua medalie de aur la Jocurile Balcanice pentru senioare.
În 1993 a fost antrenorul echipei României care s-a clasat pe locul al 4-lea la Campionatul Mondial din Norvegia, fiind învinsă în finala mică de reprezentativa țării gazdă. În 1994, cuplul Macovei–Sbora a fost înlocuit de la conducerea naționalei feminine cu perechea de antrenori Gheorghe Tadici–Gheorghe Ionescu.
În 1994 s-a mutat în Macedonia, unde a fost numit antrenorul principal al echipei naționale feminine. La nivel de club a antrenat mai întâi ŽRK „Tutunski Kombinat”, iar în 1996 a preluat echipa Kometal Gjorče Petrov Skopje, pe care a condus-o până în 1998. În vara anului 1996, el a participat la câteva turnee amicale în România și Ungaria, unde echipa sa a jucat partide împotriva unor echipe românești sau antrenate de tehnicieni români. Macovei a câștigat două titluri naționale și două cupe ale Macedoniei cu Kometal, echipă la care a avut-o printre jucătoare și pe Narcisa Lecușanu. În sezoanele 1996–1997 și 1997–1998, el a ajuns cu Kometal până în sferturile Ligii Campionilor EHF.
În timpul șederii sale în Macedonia, Bogdan Macovei a învățat să vorbească macedoneană și efectua antrenamentele comunicând în această limbă inclusiv cu handbalistele române din echipă.
Sub conducerea lui Bogdan Macovei, echipa națională a Macedoniei, debutantă la Campionatele Mondiale, s-a clasat pe locul al 7-lea la ediția din 1997, după ce a învins Slovenia, China, Danemarca, România și Polonia. Într-un interviu, antrenorul secund de la acea vreme, Vladimir Radić, amintește că Macovei și-a dorit mult să câștige în fața mult mai experimentatei echipe a României. Acest loc 7 este cea mai bună performanță până în prezent a echipei naționale feminine a Macedoniei de Nord, iar rezultatul obținut de Macovei în 1997 a aprins interesul publicului pentru handbal, fiind considerat motivul pentru care acesta a devenit principalul sport din această țară. În 1998, Bogdan Macovei a calificat echipa Macedoniei la Campionatul European.
În 1998 s-a întors în România, după ce a semnat un contract cu CS Oltchim Râmnicu Vâlcea. Antrenând la CS Oltchim, a câștigat două titluri de campion (în 1999 și 2000) și o cupă a României (în 1999).
În ianuarie 1999, în urma rezultatului foarte slab al echipei naționale a României la Campionatul European din 1998, antrenorul Remus Drăgănescu a fost schimbat, iar Bogdan Macovei numit antrenor principal, avându-i ca secunzi pe Gheorghe Tadici și Dumitru Muși. Macovei a condus România până pe locul 4 la Campionatul Mondial din 1999, obținând în același timp și calificarea la Jocurile Olimpice din 2000. Pe parcursul anului 2000 a participat cu echipa României la mai multe partide internaționale de verificare, iar  în perioada 16 septembrie–1 octombrie 2000, a luat parte la turneul feminin de handbal din cadrul Jocurilor Olimpice de la Sydney, unde România s-a clasat pe locul al 7-lea. Rezultatul a produs o mare dezamăgire printre sportive, membrii delegației, oficiali și suporteri, iar Macovei s-a retras de la conducerea echipei, fiind înlocuit cu fostul său secund, Dumitru Muși.
În 2001, Bogdan Macovei s-a întors în Macedonia și a antrenat timp de un an echipa masculină RK Pelister, pe care a condus-o într-o finală europeană în Cupa EHF Challenge 2001-2002, pentru prima dată în istoria clubului.
În anii următori, el a îndeplinit diverse funcții în cadrul Federației Române de Handbal, iar în 2007 s-a întors în orașul natal, unde a devenit antrenor la Liceul cu Program Sportiv Suceava. Din postura de antrenor secund, a câștigat în 2008 Campionatul Național de Juniori III.

### Oficial federal
De-a lungul activității sale, Bogdan Macovei a îndeplinit numeroase funcții și a ocupat posturi de conducere în cadrul Federației Române de Handbal și al Federației Europene de Handbal. A devenit antrenor federal în 1984 și a participat ani la rândul ca observator federal în cadrul diverselor competiții europene. A deținut și funcția de lector al Federației Europene de Handbal.
| Funcția                    | Comisia FRH                      | Perioada            |
| -------------------------- | -------------------------------- | ------------------- |
| Secretar Federal           |                                  | 2003–? (minim 2014) |
| Antrenor Federal           |                                  | 1984–1994           |
| Președinte                 | Colegiul Central al Antrenorilor | 2010–? (minim 2014) |
| Membru al Comisiei Tehnice | Colegiul Central al Antrenorilor |                     |
| Președinte                 | Comisia Tehnico-Metodică         | 2008–? (minim 2014) |
| Președinte                 | Comisia pentru Juniori           | 1984–1990           |
| Membru                     | Comisia de Disciplină            |                     |
| Observator federal         |                                  |                     |
|                            |                                  |                     |
| Funcția                    | Comisia EHF                      | Perioada            |
| Membru                     | Comisia de Arbitraj              | 1990–1996           |
| Membru                     | Juriul de Apel                   | 1991–1994           |
| Lector antrenori           |                                  | 1992–2012           |
| Membru                     | Comisia Metodică                 |                     |

Între 11–13 iunie 2012, FRH a organizat la București o nouă ediție a cursului dedicat tehnicienilor din Liga Națională și Divizia A, avându-l ca șef de curs pe profesorul Gheorghe Goran, directorul  Departamentului de Pregătire și Perfecționare Cadre, secondat de profesorii Remus Drăgănescu și Bogdan Macovei. La ediția din 2013, desfășurată la Pitești, Macovei a prezentat lucrarea „Planificare programare planul anual”.

## Palmares
Ca antrenor
Cu echipe de club
| Seniori - Liga Națională: - Câștigător: 1999, 2000 (cu Oltchim Râmnicu Vâlcea) - Cupa României: - Câștigător: 1999 (cu Oltchim Râmnicu Vâlcea) - Liga Feminină de Handbal a Macedoniei: - Câștigător: 1997, 1998 (cu Kometal Gjorče Petrov Skopje) - Cupa Macedoniei - Câștigător: 1997, 1998 (cu Kometal Gjorče Petrov Skopje) - Liga Campionilor EHF: - Sferturi de finală: 1997, 1998 (cu Kometal Gjorče Petrov Skopje) - Cupa Challenge EHF: - Finalist: 2002 (cu RK Pelister Bitola) |  | Juniori - Campionatul Național de Juniori: - Locul III: 1980 (cu CSȘ 2 București) - Campionatul Național de Junioare II: - Câștigător: 1981 (cu echipa Bucureștiului) - Campionatul Național de Junioare II: - Locul II: 1983 (cu echipa Bucureștiului, alcătuită din handbaliste de la Cluburile Sportive Școlare 1, 2 și 5) - Campionatul Național de Juniori III: - Locul I: 2008 (cu LPS Suceava) |

Cu echipa națională
- Jocurile Balcanice:
  -  Medalie de aur: 1989, 1991

- Jocurile Balcanice (tineret):
  -  Medalie de aur: 1987

- Trofeul Carpați:
  -  Câștigător: 1988, 1989, 1992, 1999

## Distincții
- Cel mai bun antrenor român al anului: 1999, distincție acordată în cadrul unei festivități speciale organizată la Sala Polivalentă din București, în prezența conducerii FRH și EHF;[21]
- Antrenor emerit: 2000;[12]